# 西猪谷関所

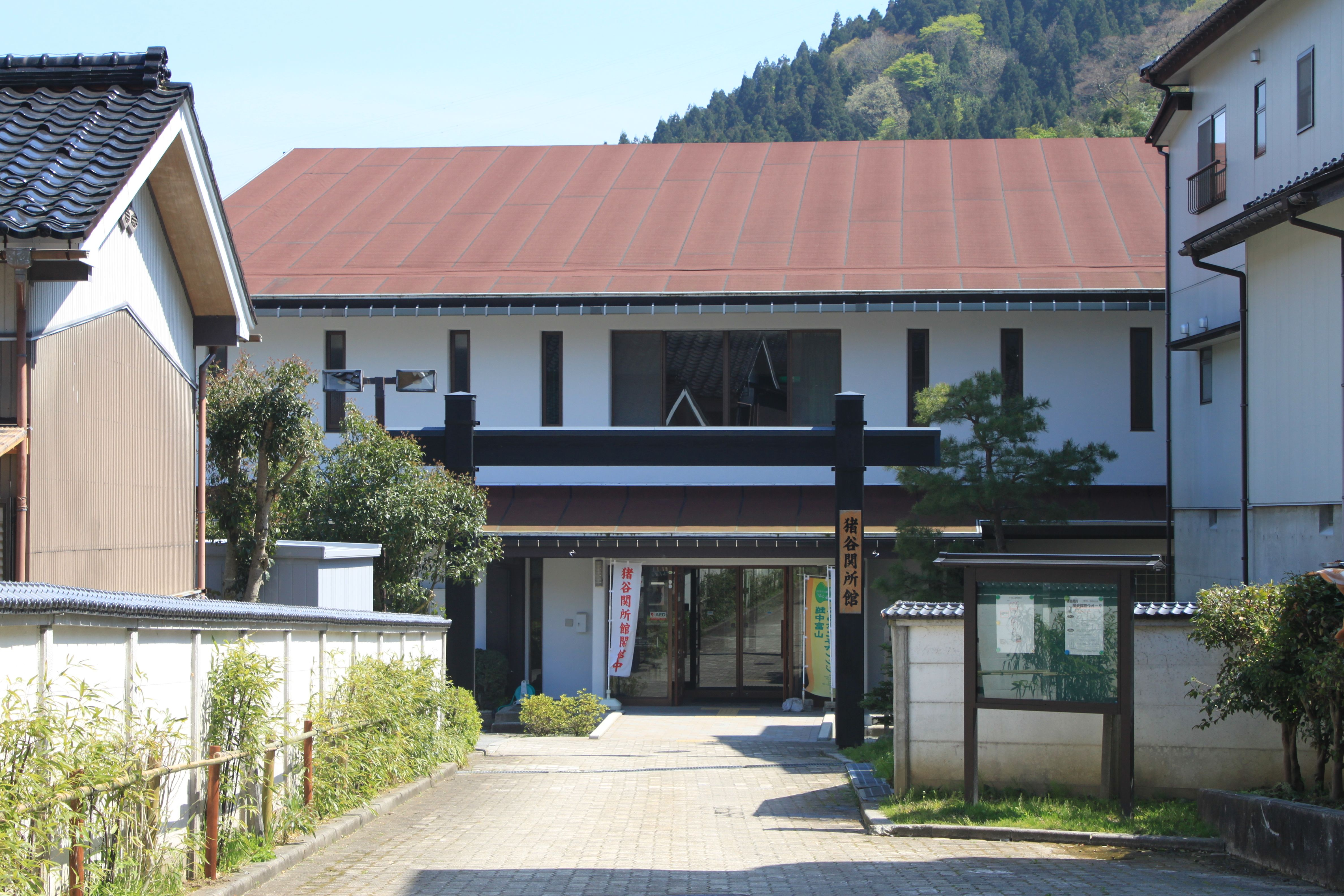
猪谷関所館

西猪谷関所（にしいのたにせきしょ）は現在の富山県富山市猪谷字峠446に設けられた関所である。猪谷関跡（いのたにせきあと）として市の文化財（史跡）に指定されている。

## 概要
西猪谷関所は富山藩が飛騨街道の飛騨国との国境に設けた関所である。

## 歴史
- 1641年（寛永18年） - 富山藩により設置される。
- 1872年（明治5年） - 廃止。

## 遺構
跡地に石碑と案内看板が建つ。遺構としては番所役人の役宅の一部が残る。

## 猪谷関所館
富山市猪谷978‐4に所在する西猪谷関所に関する博物館で、細入村南部地区の魅力あるまちづくりの拠点施設でもある。鉄筋コンクリート造2階建てで敷地面積1,858.00m2、建築床面積909.68m2（1階486.96m2、2階422.72m2）。
細入村時代の1985年（昭和60年）3月策定の『細入村南部地区魅力あるまちづくり推進計画』をベースとする『歴史と文化のふるさとづくり事業』の一環として、また、『細入村総合計画』によって建設が実現した。背景には村が関所守だった橋本家から所蔵の西猪谷関所関係の古文書の寄贈を受け、極めて大きな価値を持つ膨大な資料を収集する必要があったという事情がある。猪谷駅東隣の旧国鉄官舎跡地（1,780m2）にて1987年（昭和62年）8月29日着工（起工式は同年9月5日）、1988年（昭和63年）3月29日に竣工した。総工費は1億2,155万円。
1階には関所資料室、郷土資料室、実物展示ステージ、談話室、インフォメーション、研究室、収蔵庫、事務室などがある。また、中央ロビーには江戸時代の神通経パノラマが設置されている。2階は大集会場と舞台、和室2室、バルコニーなどとなっている。

## アクセス
- JR高山本線猪谷駅より徒歩2分
- JR北陸新幹線、高山本線、あいの風とやま鉄道線 富山駅 地鉄バス猪谷行（猪谷バス停）下車徒歩2分